# Ромбауэр, Ирма
Ирма Ромбауэр (англ. Irma Starkloff Rombauer; 1877—1962) — американская писательница, автор книги о приготовлении пищи — «Радость приготовления» (также называемая «Кулинарная библия») — одной из самых читаемых в англоязычном мире. После смерти Ирмы Ромбауэр последующие издания книги корректировались и выполнялись её дочерью — Марион Беккер (англ. Marion Rombauer Becker), а впоследствии — сыном Марион — Этаном Беккером (англ. Ethan Becker). До сих пор книга продолжается печататься под редакцией семьи Ромбауэр-Беккер и было продано более 18 миллионов её экземпляров.

## Биография
Родилась 30 октября 1877 года в Сент-Луисе, штат Миссури, и была младшей из двух дочерей, рожденных в немецкой семье врача Макса фон Старклоффа (англ. Max von Starkloff) и его второй жены — учителя Эммы фон Старклофф (англ. Emma Kuhlmann von Starkloff).
Отец Ирмы был видным общественным и политическим деятелем, с 1889 по 1894 годы он работал консулом Соединенных Штатов Америки в Бремене (Германская империя). Первоначальное образование Ирма получила в Лозанне, Швейцария; вернувшись в Соединенные Штаты в 1897 году, она брала уроки изобразительного искусства в Вашингтонском университете Сент-Луис. Посещая живущих в Индианаполисе родственников, она там познакомилась и встречалась с молодым американским драматургом Бутом Таркингтоном, но её семья была против брака с ним, и 1899 году Ирма вышла замуж за Эдгара Ромбауэра (англ. Edgar Rombauer), юриста, сына судьи города Сент-Луиса. Первый их ребёнок — Роланд (род. 1900), умер не прожив и года; затем появились дочь Марион (род. 1903) и сын Эдгар-младший (род. 1907).
В течение первых тридцати лет своего замужества Ирма Ромбауэр была связана с деятельностью общественных и культурных организаций, с удовольствием принимая участие как в простых встречах-обедах с членами женских общественных объединений, так и в официальных ужинах государственных и политических деятелей, соратников её мужа, который стал спикером Сент-луисского Дома делегатов. Принимая участие в этих мероприятиях, она была не только собственно их членом, но и создавала блюда для этих встреч, особенно преуспевая в изготовлении и украшении тортов.
На протяжении всей совместной жизни, её муж страдал периодическими приступами тяжелой депрессии, особенно это проявилось в зиму с 1929 на 1930 год, и 3 февраля 1930 года Эдгар Ромбауэр покончил жизнь самоубийством, оставив жену и детей в тяжелом финансовом положении. В стране царила Великая депрессия, Ирме было уже за пятьдесят, она не имела постоянной работы и у неё остались сбережений всего в размере 6000 долларов. Дети её стали самостоятельными и Ирме стало очевидным, что надо найти что-то, что бы заняло её ум и давало доход. Решение женщины было неожиданным для многих, кто её знал — она объявила, что собирается написать кулинарную книгу. Так в 1931 году был создан её «кулинарный» бестселлер «Радость приготовления», не зря называемый «Кулинарная библия».
В 1932 году Ирма вышла замуж за Джона Уильяма Беккера (англ. John William Becker), архитектора из Цинциннати, которого давно знала. В последующие годы, на волне успеха от написанной книги, побывала во многих городах США, встречаясь с известными писателями и поварами. Затем Ирма совершила турне по Европе, в ходе которого встретилась с Джулией Чайлд, поклонницей её книги, которая, в свою очередь, стала соавтором другого бестселлера — «Осваивая искусство французской кухни».
26 мая 1955 года Ирма Ромбауэр перенесла инсульт, но быстро восстановила свои физические и умственные способности. За ним последовал второй, более тяжелый инсульт, в результате которого она стала более раздражительна и агрессивна. В дальнейшем её здоровье только ухудшалось, левая нога была парализована и её пришлось ампутировать. Умерла 14 октября 1962 года в Сент-Луисе, после кремации её прах был погребен на сент-луисском кладбище Bellefontaine Cemetery.

## Заслуги и память
- Ирма Ромбауэр 23 февраля 1956 года получила специальную награду от Вашингтонского университета.
- В 1998 году она была введена в Сент-Луисскую «Аллею славы»[4].
- В фильме «Джули и Джулия: Готовим счастье по рецепту» (2009 год) актриса Фрэнсис Стернхаген сыграла роль Ирмы Ромбауэр.